# Magnus Brechtken
Magnus Brechtken (* 21. März 1964 in Olsberg) ist ein deutscher Historiker. Er ist stellvertretender Direktor des Instituts für Zeitgeschichte in München und lehrt als außerplanmäßiger Professor an der Ludwig-Maximilians-Universität München. 2017 legte er eine umfassende biografische Studie zu Albert Speer und der Rezeption seiner Lebenslegenden in der Nachkriegsepoche vor, die im selben Jahr mit dem NDR Kultur Sachbuchpreis ausgezeichnet wurde.

## Leben
Brechtken wuchs auf einem Bauernhof in Rösenbeck auf. In Münster begann er ein Studium der Geschichte, Politischen Wissenschaften und Philosophie. 1985 wechselte er an die Universität Bonn. Auf Anregung von Klaus Hildebrand wählte er den Madagaskarplan als Thema seiner Doktorarbeit. 1994 wurde er von der Universität Bonn promoviert. Brechtken habilitierte sich 2002 an der Universität München mit einer durch Horst Möller und Hans Günter Hockerts begleiteten Arbeit und wurde Privatdozent für Neuere und Neueste Geschichte. 2002 wurde er DAAD-Langzeitdozent für Deutsche Geschichte und Politik im Europäischen Kontext (19. und 20. Jahrhundert) an der Universität Nottingham. Von 2007 bis 2012 lehrte er als Associate Professor und Reader in Nottingham.
Seit 2012 ist Brechtken stellvertretender Direktor beim Institut für Zeitgeschichte in München und lehrt als außerplanmäßiger Professor an der Ludwig-Maximilians-Universität. Seine Hauptarbeitsgebiete und Forschungsschwerpunkte sind Vorgeschichte und Geschichte des Nationalsozialismus, die Geschichte des Antisemitismus, die deutsch-britisch-amerikanischen Beziehungen seit dem 19. Jahrhundert und die Bedeutung politischer Memoiren für die Geschichtsschreibung sowie den internationalen Diskurs über die Verarbeitung der nationalsozialistischen Herrschaft seit 1945.
2015 schrieb Brechtken einen selbstkritischen Aufsatz über die Geschichte des Instituts für Zeitgeschichte und die NS-Vergangenheit, der in der Zeitschrift German History nicht veröffentlicht wurde.

## Speer-Biografie
Brechtkens 2017 erschienene biografische Studie zu Albert Speer erfuhr eine breite, überwiegend positive Rezeption und erreichte im Juni 2017 Platz 8 der Spiegel-Bestsellerliste. Sven Felix Kellerhoffs Rezension in der Welt zufolge ist es Brechtken in vorbildlicher Weise gelungen, den bis heute verbreiteten Lügen um Speers angebliche Rolle als „guter Nazi“ seine Verbrechen, so seine direkte Verantwortlichkeit für das Elend von Millionen Zwangsarbeitern, von denen Hunderttausende zu Tode kamen, gegenüberzustellen und Speers manipulative Nachkriegsdarstellungen zu erhellen. Robert Probst vermisst in der Süddeutschen Zeitung zwar eine umfassendere Darstellung der Privatperson Speer, lobt aber die quellengesättigte Untersuchung der Rolle Speers als eines überzeugten Nationalsozialisten und Rüstungsministers, der gezielt und auf seinen eigenen Vorteil bedacht die Nähe Hitlers, aber auch Himmlers und Goebbels’ gesucht habe.
Rolf-Dieter Müller weist in der Frankfurter Allgemeinen Zeitung darauf hin, dass Brechtken wenig über seine methodische Vorgehensweise mitteile und seine Biografie eventuell als „die späte Hinrichtung des Albert Speer in die historische Literatur eingehen“ werde. Er lässt aber keinen Zweifel daran, dass der Apparat von 300 Seiten Anmerkungen und Literatur der Qualität der Studie zugutegekommen sei. Speers Selbstdarstellung nach 1945, er sei letztlich ein unpolitischer, an den Verbrechen des NS-Regimes nicht konkret mitwirkender Architekt und Technokrat gewesen, können als Nachkriegslegenden gezeigt werden, die im Widerspruch zu den Tatsachen stehen. Wie Probst in der SZ hebt auch Müller hervor, dass Brechtken mit viel Sachkenntnis die Vorgehensweisen der Speers Legendenbildungen befördernden Speer-Biografen Joachim C. Fest und Gitta Sereny vor Augen führe. Sie hätten für ihre Speer-Biografien keine Archive konsultiert und so unkritisch dazu beigetragen, Speers „Fabeln“ zu kolportieren und ihnen literarische Qualität und Popularität zu verschaffen.

## Schriften (Auswahl)
als Autor
- „Madagaskar für die Juden.“ Antisemitische Idee und politische Praxis 1885–1945 (= Studien zur Zeitgeschichte, Bd. 53). Oldenbourg, 2. Auflage München 1998, ISBN 3-486-56384-X (Volltext digital verfügbar).
- Die nationalsozialistische Herrschaft 1933–1939. Wissenschaftliche Buchgesellschaft, Darmstadt 2004, ISBN 3-534-15157-7 (2. durchgesehene, bibliogr. aktualisierte Auflage 2012, ISBN 978-3-534-24892-6).
- Scharnierzeit 1895–1907. Persönlichkeitsnetze und internationale Politik in den deutsch-britisch-amerikanischen Beziehungen vor dem Ersten Weltkrieg. Von Zabern, Mainz 2006, ISBN 978-3-8053-3397-9.
- Albert Speer. Eine deutsche Karriere. Siedler, Berlin 2017, ISBN 978-3-8275-0040-3.[9]
- Der Wert der Geschichte. Zehn Lektionen für die Gegenwart. Siedler, Berlin 2020, ISBN 978-3-8275-0130-1.

als Herausgeber
- mit Adolf M. Birke: Politikverdrossenheit. Der Parteienstaat in der historischen und gegenwärtigen Diskussion (= Prinz-Albert-Studien, Bd. 12). Saur, München 1995, ISBN 3-598-21412-X.
- mit Adolf M. Birke: Kommunale Selbstverwaltung / Local Self-Government. Geschichte und Gegenwart im deutsch-britischen Vergleich (= Prinz-Albert-Studien, Bd. 13). Saur, München 1996, ISBN 978-3-598-21413-4.
- mit Franz Bosbach: Politische Memoiren in deutscher und britischer Perspektive. Saur, München 2005, ISBN 3-598-21423-5.
- Life Writing and Political Memoir – Lebenszeugnisse und politische Memoiren. Verlag V&R unipress, Göttingen 2012, ISBN 978-3-89971-978-9.
- mit Hans-Christian Jasch, Christoph Kreutzmüller, Niels Weise: Die Nürnberger Gesetze – 80 Jahre danach. Vorgeschichte, Entstehung, Auswirkungen. Wallstein, Göttingen 2017, ISBN 978-3-8353-3149-5.
- mit Władysław Bułhak, Jürgen Zarusky (Hrsg.): Political and transitional justice in Germany, Poland and the Soviet Union from the 1930s to the 1950s. Wallstein, Göttingen 2019, ISBN 978-3-8353-3561-5 (online).
- Aufarbeitung des Nationalsozialismus. Ein Kompendium. Wallstein, Göttingen 2021, ISBN 978-3-8353-5049-6.
- mit Frank Bajohr (Hg.): Zeitzeugen, Zeitgenossen, Zeitgeschichte. Die frühe NS-Forschung am Institut für Zeitgeschichte. Wallstein, Göttingen 2024.